# Amar Jašarspahić Gile
Amar Jašarspahić oder auch Gile genannt (* 30. Dezember 1990 in Zenica, Bosnien und Herzegowina) ist ein bosnischer Sänger, dessen Musik Elemente von Pop und den im südlichen Osteuropa beliebten Turbofolk kombiniert. Bekannt wurde er, als er die Casting-Show Zvezde Granda im Jahr 2013 gewann.

## Leben und Karriere
Gile wuchs im bosnischen Kakanj auf. Sein musikalisches Talent, welches er schon früh zeigte, bekam er von seiner Mutter in die Wiege gelegt. Um dieses zu fördern, nahm er 2013 an der bekannten serbischen Castingshow Zvezde Granda teil, welche er am Ende deutlich für sich entscheiden konnte. Seine Darbietung des Liedes Imam ljubav al kome da je dam von Pedja Medenica wurde auf YouTube über 67 Millionen Mal (Stand 2022) aufgerufen. Seit seinem Sieg bei Zvezde Granda ist er sehr gefragt und gibt regelmäßig Konzerte im gesamten Balkan und auch in Westeuropa sowie in Amerika und Australien.

## Engagement
Gile ist UNICEF-Botschafter und setzt sich für Kinderrechte im Balkan ein. 

## Diskografie

### Alben
- 2013: Čovjek tvoga sna

### Singles (Auswahl)
- 2013: Ma pusti ponos (mit Aleksandra Prijović)
- 2015: Trnje oko srca
- 2015: Prekasno
- 2016: Pijano
- 2016: Imam samo jednu želju
- 2017: Spreman na sve
- 2017: Apokalipsa
- 2018: Ponekad (mit Jelena Kostov)
- 2018: Promjena
- 2019: Nek’ to budem ja
- 2019: Sve što znaš o meni
- 2020: Boli boli (mit Ivana Selakov)
- 2022: Stari ja
- 2024: Kamata (mit Ivana Selakov)
- 2024: Oko Oko (mit Sanja Vučić)